# Марка допущения к причастию
Марка допущения к причастию, Абендмальспфенниг (нем. Abendmahlspfennig, нем. Abendmahlpfennig, нем. Kommunionsmünze) — меро, жетон, являющийся знаком допущения прихожанина к таинству причастия. Впервые введена в 1561 году Жаном Кальвином. Впоследствии получила распространение в основном в кальвинистских церковных общинах Швейцарии, Франции, Шотландии, США и Канады.
На жетоне изображали чашу и просфору. Их выпускали из свинца, олова, редко из бронзы.